# Öpfingen
Öpfingen är en kommun (tyska Gemeinde) i Alb-Donau-Kreis i förbundslandet Baden-Württemberg i Tyskland. Folkmängden uppgår till cirka 2 300 invånare, på en yta av 8,88 kvadratkilometer.
Kommunen ingår i kommunalförbundet Ehingen (Donau) tillsammans med staden Ehingen (Donau) och  kommunerna Griesingen och Oberdischingen.

## Befolkningsutveckling
| Befolkningsutvecklingen i Öpfingen 1975–2015 | Befolkningsutvecklingen i Öpfingen 1975–2015 | Befolkningsutvecklingen i Öpfingen 1975–2015 | Befolkningsutvecklingen i Öpfingen 1975–2015 | Befolkningsutvecklingen i Öpfingen 1975–2015 |
| -------------------------------------------- | -------------------------------------------- | -------------------------------------------- | -------------------------------------------- | -------------------------------------------- |
|                                              |                                              |                                              |                                              |                                              |
| År                                           |                                              |                                              | Folkmängd                                    | Areal (ha)                                   |
| 1975                                         | 1975                                         |                                              | 1 624                                        | 884                                          |
| 1980                                         | 1980                                         |                                              | 1 851                                        | 887                                          |
| 1985                                         | 1985                                         |                                              | 1 872                                        |                                              |
| 1990                                         | 1990                                         |                                              | 1 953                                        | 888                                          |
| 1995                                         | 1995                                         |                                              | 2 058                                        |                                              |
| 2000                                         | 2000                                         |                                              | 2 241                                        |                                              |
| 2005                                         | 2005                                         |                                              | 2 272                                        |                                              |
| 2010                                         | 2010                                         |                                              | 2 293                                        |                                              |
| 2015                                         | 2015                                         |                                              | 2 306                                        |                                              |
|                                              |                                              |                                              |                                              |                                              |